# Lasiopogon (Asteraceae)
Lasiopogon là một chi thực vật có hoa thuộc họ Asteraceae.

## Danh sách loài
Chi này có các loài sau:
- Lasiopogon brachypterus O.Hoffm. ex Zahlbr.
- Lasiopogon debilis (Thunb.) Hilliard
- Lasiopogon glomeratus Hilliard
- Lasiopogon glomerulatus (Harv.) Hilliard
- Lasiopogon lanatum
- Lasiopogon micropoides DC.
- Lasiopogon minutus (B.Nord.) Hilliard & B.L.Burtt
- Lasiopogon molluginoides
- Lasiopogon muscoides (Desf.) DC.
- Lasiopogon ponticulus Hilliard
- Lasiopogon volkii (B.Nord.) Hilliard